# Stamnodes franckata
Stamnodes franckata là một loài bướm đêm trong họ Geometridae.